# Piquetage (géomètre)
Pour les articles homonymes, voir Piquetage (homonymie).
Le piquetage consiste à reporter sur le terrain des éléments calculés existant sur un plan, il peut s'agir d'ouvrage d'art, de limite foncière, de mobilier urbain ou de tout autre détail.
Cette étape est principalement réalisée par les géomètres et généralement au moyen de piquets (métalliques, en bois, en résine ou en plastique), d'où le terme, avec une vocation de pérennité et de visibilité plus ou moins importante. Les piquets peuvent être numérotés.

## Matériel utilisé
- Tachéomètre
- Équerrette
- Théodolite
- GPS différentiel